# Hanan El-Cheikh
Hanan El-Cheikh, née le 12 novembre 1945 dans le Sud-Liban, est une écrivain de langue arabe.

## Biographie
Élevée avec ses frères dans une famille chiite, elle fait ses études au Caire, après quoi, en 1973, elle devient journaliste pour le quotidien libanais An-Nahar, puis le magazine Al-Hasna'. Elle se marie avec un catholique anglais sans en informer sa famille. En 1975, elle quitte le Liban, et le quartier de Ras al Nabeh où elle vit à Beyrouth. Elle séjourne alors dans plusieurs pays du Golfe, dont l'Arabie saoudite, avant de se fixer à Londres. Selon ses propres dire, elle vient en villégiature en France trois mois par an. 
Ses romans et ses nouvelles sont traduits dans 20 langues. Elle a également traduit en anglais et adapté pour le théâtre 20 histoires des Mille et Une Nuits, mises en scène par l'Anglais Tim Supple, traduit en français sous le titre La Maison de Schéhérazade.
En 2010, elle reçoit le Prix du roman arabe pour Toute une histoire. Son dernier titre paru, Les vierges du Londonestan (عذارى لندنستان) n'est pas encore traduit français.

## Thèmes
Les livres de Hanan el-Cheikh traitent de sujets souvent tabous dans la culture arabe, comme la prostitution, l'homosexualité, l'avortement. C'est ainsi que Histoire de Zahra (le livre qui l'a rendue célèbre) a dû être publié à compte d'auteur. Aucun éditeur libanais ou arabe n'a voulu diffuser l'histoire de cette jeune fille qui, dans le chaos de la guerre, fuit sa famille qui l'étouffe, et vit des amours chaotiques et parfois violent, divorce, avorte par deux fois, tombe dans la dépression, et finalement est abattue par l'un de ses amants, un sniper.
Elle aborde aussi la critique des valeurs patriarcales et de l'oppression masculine sur les femmes dans Femmes de sable et de myrrhe. Le livre est aussi une réflexion sur la difficulté de vivre entre deux cultures, thème que l'on retrouve dans d'autres romans, comme Londres mon amour.

## Œuvre
Romans et nouvelles traduits en français
- Histoire de Zahra (Hikāyat Zahrah), 1980, traduction française 1985, J-C Lattès, puis Actes Sud,  (ISBN 2742756264)
- Femmes de sable et de myrrhe, 1993, Actes Sud,  (ISBN 2868698964)
- Le Cimetière des rêves [nouvelles], 2000, Actes Sud,  (ISBN 2742725369)
- Poste restante, Beyrouth, 2009, Actes Sud,  (ISBN 978-2-7427-8252-9)
- Londres mon amour, 2010, Actes Sud,  (ISBN 978-2-7427-9307-5)
- Toute une histoire, 2010, Actes Sud,  (ISBN 978-2-7427-9282-5)
- La Maison de Schéhérazade, 2014, Actes Sud/L'Orient des Livres,  (ISBN 978-2-330-03450-4)

Romans parus en arabe
- Suicide d'un homme mort, 1970  (انتحار رجل ميت)
- Le Cheval du diable, 1975 فرس الشيطان
- L'Histoire de Zahra, 1980    (حكاية 'زهرة)
- Le Tapis persan dans les nouvelles arabes, 1983
- Scent of a Gazelle, 1988  (مسك الغزال)
- Poste restante, Beyrouth, 1992            (بريد بيروت)
- I Sweep the Sun Off Rooftops, 1994  (أكنس الشمس عن السطوح)